# Željko Franulović
Željko Franulović (* 13. června 1947 Korčula) je bývalý jugoslávský tenista chorvatské národnosti. Hrál pravou rukou a byl známý jako antukový specialista. Narodil se na ostrově Korčula, ale od kojeneckého věku žil ve Splitu.

## Hráčská kariéra
Vyhrál devět turnajů ve dvouhře a sedm ve čtyřhře. V roce 1970 postoupil do finále French Open, kde podlehl Janu Kodešovi 2:6, 4:6 a 0:6. O rok později byl na pařížském grandslamu semifinalistou. Ve Wimbledonu a na US Open bylo jeho nejlepším výsledkem třetí kolo. V letech 1970 a 1971 se kvalifikoval na Turnaj mistrů.
V Davis Cupu má bilanci 23 výher a 15 porážek ve dvouhře a 9 výher a 12 porážek ve čtyřhře, v roce 1970 přispěl k postupu Jugoslávců do finále evropské zóny.

## Funkcionářská kariéra
Kariéru ukončil v roce 1980. Založil exhibici v Lausanne, vedl chorvatskou daviscupovou reprezentaci a působil ve vedení Asociace tenisových profesionálů. V letech 2005–2022 byl ředitelem Monte-Carlo Masters.

## Turnajová vítězství
- 1969 Indianapolis
- 1970 Monte Carlo, Kitzbühel, Buenos Aires
- 1971 New York, Macon, Indianapolis, Buenos Aires
- 1977 Mnichov